# Michelle Keegan
Michelle Elizabeth Benson Keegan (Stockport, Cheshire, 3 de junio de 1987) es una actriz inglesa, más conocida por haber interpretado a Tina McIntyre en la serie Coronation Street.

## Biografía
Es hija de Michael "Mike" Keegan y Jacqueline "Jackie" Thornton, y tiene un hermano menor, Andrew "Andy" Michael.
En 2006 comenzó a salir con el actor Anthony Quinlan; sin embargo, la relación terminó en 2008. Poco después en 2008 comenzó a salir con el modelo Brad Howard, pero la relación terminó en 2010.
En diciembre de 2010 comenzó a salir con el cantante Max George, con quien se comprometió en junio de 2011, pero en abril de 2012 la pareja anunció que el compromiso se había cancelado y finalmente en julio terminaron la relación. En 2013 comenzó a salir con Mark Wright, con quien se comprometió en septiembre de 2013. El 24 de mayo de 2015 la pareja se casó.

## Carrera
El 7 de enero de 2008, se unió al elenco de la exitosa serie británica Coronation Street, donde interpretó a Tina McIntyre hasta el 2 de junio de 2014.
En 2015 se unió al elenco de la nueva serie
En 2019 se une al elenco protagonista de la serie británica Brassic, estrenada el 22 de agosto de 2019 en SKY ONE. Allí interpreta a Erin Croft, la novia de uno de los protagonistas, Dylan, interpretado por Damien Molony. De momento la serie consta de 2 temporadas.

## Filmografía

### Serie de televisión
| Año             | Título            | Personaje     | Notas           |
| --------------- | ----------------- | ------------- | --------------- |
| 2016 - presente | Our Girl          | Georgie Lane  | -               |
| 2015            | Ordinary Lies     | Tracy         | 5 episodios     |
| 2008 - 2014     | Coronation Street | Tina McIntyre | 861 episodios   |
| 2024            | Fool Me Once      | Maya Stern    | Papel principal |

## Premios y nominaciones
| Año  | Categoría                     | Premio                     | Serie             | Resultado |
| ---- | ----------------------------- | -------------------------- | ----------------- | --------- |
| 2016 | Best Drama Performance        | National Television Award  | Ordinary Lies     | Nominada  |
| 2014 | Sexiest Female                | British Soap Award         | Coronation Street | Ganadora  |
| 2014 | Best Serial Drama Performance | National Television Award  | Coronation Street | Nominada  |
| 2013 | Best Actress                  | Inside Soap Award          | Coronation Street | Nominada  |
| 2013 | Sexiest Female                | Inside Soap Award          | Coronation Street | Ganadora  |
| 2013 | Best Soap Actress             | TV Choice Award            | Coronation Street | Ganadora  |
| 2013 | Best Serial Drama Performance | National Television Award  | Coronation Street | Nominada  |
| 2013 | Best Actress                  | British Soap Award         | Coronation Street | Nominada  |
| 2013 | Sexiest Female                | British Soap Award         | Coronation Street | Ganadora  |
| 2012 | Best Actress                  | Inside Soap Award          | Coronation Street | Nominada  |
| 2012 | Sexiest Female                | Inside Soap Award          | Coronation Street | Ganadora  |
| 2012 | Best Dressed Soap-Star        | Inside Soap Award          | Coronation Street | Ganadora  |
| 2012 | Best Soap Actress             | TV Choice Award            | Coronation Street | Ganadora  |
| 2012 | Sexiest Female                | British Soap Award         | Coronation Street | Ganadora  |
| 2011 | Sexiest Female                | Inside Soap Award          | Coronation Street | Ganadora  |
| 2011 | Best Soap Actress             | TV Quick & TV Choice Award | Coronation Street | Nominada  |
| 2011 | Sexiest Female                | British Soap Award         | Coronation Street | Ganadora  |
| 2010 | Sexiest Female                | British Soap Award         | Coronation Street | Ganadora  |
| 2010 | Best Actress                  | British Soap Award         | Coronation Street | Nominada  |
| 2009 | Sexiest Female                | British Soap Award         | Coronation Street | Ganadora  |
| 2009 | Sexiest Female                | Inside Soap Award          | Coronation Street | Ganadora  |
| 2008 | Best Newcomer                 | British Soap Award         | Coronation Street | Ganadora  |
| 2008 | Best Soap Newcomer            | TV Quick Award             | Coronation Street | Ganadora  |
| 2008 | Most Popular Newcomer         | National Television Award  | Coronation Street | Nominada  |